# Pirates of the Caribbean: On Stranger Tides (soundtrack)
Pirates of the Caribbean: On Stranger Tides is de soundtrack van de film Pirates of the Caribbean: On Stranger Tides, die op 18 mei 2011 in première ging. Een dag voor deze première kwam de soundtrack uit. 

## Geschiedenis
Op 25 januari 2011 plaatste Eric Whitacre op zijn blog op Facebook dat hij en Zimmer, samen met Whitacres vrouw Hila Plitmann, gingen werken aan de soundtrack van de film. Op 2 maart 2011 gaf Whitacre aan dat de soundtrack zou worden opgenomen in de Abbey Road Studios. Op 22 februari werd aangekondigd dat Rodrigo y Gabriela, een Mexicaans gitaarduo, zouden gaan bijdragen aan het componeren en uitvoeren van sommige onderdelen van de soundtrack. Dit was de eerste keer dat Zimmer samenwerkte met het duo. Zoals geschreven staat in het soundtrackboekje, hebben Eduardo Cruz en Geoff Zanelli bijgedragen aan de samenstelling van sommige nummers. Zeven onderdelen van de track zijn ook geremixt door verschillende componisten en zijn in deze uitgave opgenomen. De soundtrack verscheen op 17 mei, drie dagen voordat de film in de Verenigde Staten in première ging. De tracklist kwam uit in april dat jaar.

## Tracklist[1]
| Nr. | Titel                                                                  | Duur |
| --- | ---------------------------------------------------------------------- | ---- |
| 1.  | Guilty of Being Innocent of Being Jack Sparrow                         | 1:42 |
| 2.  | Angelica (ft. Rodrigo y Gabriela)                                      | 4:17 |
| 3.  | Mutiny                                                                 | 2:48 |
| 4.  | The Pirate That Should Not Be                                          | 3:55 |
| 5.  | Mermaids                                                               | 8:05 |
| 6.  | South of Heaven's Chanting Mermaids                                    | 5:48 |
| 7.  | Palm Tree Escape (ft. Rodrigo y Gabriela)                              | 3:06 |
| 8.  | Blackbeard                                                             | 5:05 |
| 9.  | Angry and Dead Again                                                   | 5:33 |
| 10. | On Stranger Tides                                                      | 2:44 |
| 11. | End Credits                                                            | 1:59 |
| 12. | Guilty of Being Innocent of Being Jack Sparrow (Remixed By DJ Earworm) | 2:45 |
| 13. | Angelica (Grant Us Peace Remix) (Remixed By Ki:Theory)                 | 3:08 |
| 14. | The Pirate That Should Not Be (Remixed By Photek)                      | 6:26 |
| 15. | Blackbeard (Remixed By Super Mash Bros & Thieves)                      | 5:26 |
| 16. | South of Heaven's Chanting Mermaids (Remixed By Paper Diamond)         | 3:32 |
| 17. | Palm Tree Escape (Remixed By Adam Freeland)                            | 5:28 |
| 18. | Angry and Dead Again (Remixed By Static Revenger)                      | 5:49 |

## Hitnoteringen

### NederlandseAlbum Top 100
| Hitnotering: 21-05-2011 | Hitnotering: 21-05-2011 | Hitnotering: 21-05-2011 |
| Week:                   | 1                       |                         |
| ----------------------- | ----------------------- | ----------------------- |
| Positie:                | 76                      | uit                     |

### VlaamseUltratop 100Albums
| Hitnotering: 21-05-2011 t/m 18-06-2011 | Hitnotering: 21-05-2011 t/m 18-06-2011 | Hitnotering: 21-05-2011 t/m 18-06-2011 | Hitnotering: 21-05-2011 t/m 18-06-2011 | Hitnotering: 21-05-2011 t/m 18-06-2011 | Hitnotering: 21-05-2011 t/m 18-06-2011 | Hitnotering: 21-05-2011 t/m 18-06-2011 |
| Week:                                  | 1                                      | 2                                      | 3                                      | 4                                      | 5                                      |                                        |
| -------------------------------------- | -------------------------------------- | -------------------------------------- | -------------------------------------- | -------------------------------------- | -------------------------------------- | -------------------------------------- |
| Positie:                               | 65                                     | 43                                     | 49                                     | 65                                     | 89                                     | uit                                    |

### NPO Klassiek Filmmuziek Top 200
| Als Pirates of the Caribbean in de NPO Klassiek Filmmuziek Top 200 | Als Pirates of the Caribbean in de NPO Klassiek Filmmuziek Top 200 | Als Pirates of the Caribbean in de NPO Klassiek Filmmuziek Top 200 | Als Pirates of the Caribbean in de NPO Klassiek Filmmuziek Top 200 | Als Pirates of the Caribbean in de NPO Klassiek Filmmuziek Top 200 | Als Pirates of the Caribbean in de NPO Klassiek Filmmuziek Top 200 | Als Pirates of the Caribbean in de NPO Klassiek Filmmuziek Top 200 | Als Pirates of the Caribbean in de NPO Klassiek Filmmuziek Top 200 | Als Pirates of the Caribbean in de NPO Klassiek Filmmuziek Top 200 | Als Pirates of the Caribbean in de NPO Klassiek Filmmuziek Top 200 | Als Pirates of the Caribbean in de NPO Klassiek Filmmuziek Top 200 |
| Jaar                                                               | 2016                                                               | 2017                                                               | 2018                                                               | 2019                                                               | 2020                                                               | 2021                                                               | 2022                                                               | 2023                                                               | 2024                                                               | 2025                                                               |
| ------------------------------------------------------------------ | ------------------------------------------------------------------ | ------------------------------------------------------------------ | ------------------------------------------------------------------ | ------------------------------------------------------------------ | ------------------------------------------------------------------ | ------------------------------------------------------------------ | ------------------------------------------------------------------ | ------------------------------------------------------------------ | ------------------------------------------------------------------ | ------------------------------------------------------------------ |
| Positie                                                            | 21                                                                 | 23                                                                 | 10                                                                 | 8                                                                  | 5                                                                  | 3                                                                  | 6                                                                  | 6                                                                  | 6                                                                  | 4                                                                  |